# Pôntico de Lugduno
Ponticus era uma menino de quinze anos de idade quando foi martirizado em 177, durante a perseguição em Lyon com um grupo de outros cristãos, incluindo São Potino e Santa Blandina. Ele é venerado pela Igreja Católica Romana como mártir.